# Ölvattnet
Ölvattnet är en sjö i Härjedalens kommun i Hälsingland och ingår i Ljusnans huvudavrinningsområde. Sjön har en area på 2,05 kvadratkilometer och ligger 283 meter över havet. Sjön avvattnas av vattendraget Ölån.

## Delavrinningsområde
Ölvattnet ingår i det delavrinningsområde (689928-145995) som SMHI kallar för Utloppet av Ölvattnet. Medelhöjden är 314 meter över havet och ytan är 12,44 kvadratkilometer. Räknas de 2 avrinningsområdena uppströms in blir den ackumulerade arean 46,73 kvadratkilometer. Ölån som avvattnar avrinningsområdet har biflödesordning 3, vilket innebär att vattnet flödar genom totalt 3 vattendrag innan det når havet efter 205 kilometer. Avrinningsområdet består mestadels av skog (66 procent). Avrinningsområdet har 1,98 kvadratkilometer vattenytor vilket ger det en sjöprocent på 15,9 procent.